# 513
Cette page concerne l'année 513  du calendrier julien. Pour l'année 513 av. J.-C., voir 513 av. J.-C. Pour le nombre 513, voir 513 (nombre).
L'année 513 est une année commune qui commence un mardi.

## Événements
- 11 juin : Césaire d'Arles est nommé vicaire du Siège apostolique pour la Gaule et l'Espagne par le pape Symmaque[1].

- Rébellion de Vitalien (barbares fédérés et paysans) en Thrace, avec l'appui des orthodoxes  chalcédoniens contre Anastase qui soutient les monophysites (513-515). Vitalien réunit 50 000 à 60 000 hommes, et vient camper à l'Hebdomon, réclamant la suppression du Trisagion monophysite et le rappel de Macedonius et de Flavien d'Antioche. Il s'éloigne après les promesses de l'empereur mais reste en arme[2]. L'armée byzantine des provinces orientales envoyée contre lui, après un premier succès, subit une défaite complète à l'automne ; Hypatius, son général, est fait prisonnier. Vitalien franchit le Mur d'Anastase et menace Constantinople à la fin de l'année[3].
- L'exilarque Mar Zutra II réunit plusieurs centaines de guerriers juifs et fonde un État indépendant, profitant du désordre qui secoue l'Empire sassanide[4].

## Naissances en 513
Pas de naissance connue.

## Décès en 513
- Shen Yue : écrivain chinois.